# Рихард фон Даун
Рихард фон Даун (на немски: Richard von Daun; † 8 ноември или 29 ноември 1257) е от 1247 до 1257 г. епископ на Вормс.

## Живот
Той е син на Хайнрих I фон Даун († 1218/1222) и внук на Рихард III фон Даун († сл. 1189). Брат е на рицар Вирих I фон Даун († 1260/1262) и Дитрих фон Даун († сл. 1287). Чичо е на Хайнрих фон Даун († 1319), епископ на Вормс (1318 – 1319).
Рихард е от 1234 г. пробст в „Св. Симеон“ в Трир и 1242 до 1252 г. домхер в Трир и каноник в Мюнстермайфелд. След смъртта на вормския епископ Конрад фон Дюркхайм капителът на Вормс, въпреки забраната на папата, избира катедралния пропст рауграф Еберхард I за епископ. Папският легат Пиетро Капочи номинира обаче Рихард фон Даун за епископ на Вормс. Папата Инокентий IV извиква двете партии в Рим. През 1252 г. се решава, че изборът на Рихард е правилен.
Градът отказва на Рихард да влезе в града. През 1253 г. чрез помощта на доминиканците забраната е отменена и Рихард може да влезе във Вормс. Крал Вилхелм Холандски го признава. След смъртта на Вилхелм той помага на кандидата за трона Алфонсо от Кастилия и е при неговия избор през 1257 г. във Франкфурт.
Рихард умира през ноември 1257 г. и е погребан в катедралата на Вормс. Следващият епископ става рауграф Еберхард I.